# Senza ragione
Senza ragione è un film del 1973 diretto da Silvio Narizzano. Il film è conosciuto in Italia anche con il titolo Squadra volante uccideteli... senza ragione.
È un film poliziesco italiano e britannico con Telly Savalas, Franco Nero, Mark Lester e Duilio Del Prete.

## Trama
Memphis, l'americano, ha aggredito una gioielleria con “Mosquito”, il cui vero nome è Dino Bianco, mentre l'amica hipster di Dino Maria è in attesa nell'auto della fuga. L'azione è scarsamente preparata e l'attuazione fallisce, il che fa reagire brutalmente Memphis. Durante la fuga, trovano il figlio di 13 anni del console britannico in un'auto rubata, che prendono in ostaggio. Le azioni dell'americano diventano sempre più confuse e brutali; così spara a Maria e costringe Moskito ad annegare una famiglia tedesca in modo che loro - Memphis ora è ferito - possano mettersi in salvo. Moskito diventa amico di Lennox, il ragazzo rapito, e cerca di impedire all'americano di fare quello che sta facendo. A pochi metri dal confine vengono catturati dalla polizia e vengono uccisi.

## Produzione
Il film, diretto da Silvio Narizzano su una sceneggiatura di Masolino D'Amico e Win Wells con il soggetto di Rafael Sánchez Campoy, fu prodotto da Michael Lester e Silvio Narizzano per la Compagnia Internazionale Alessandra Cinematografica e la Crawford Productions.

## Distribuzione
Il film fu distribuito in Italia dal 26 novembre 1973 al cinema.
Altre distribuzioni:
- in Portogallo il 12 febbraio 1974 (O Crocodico)
- negli Stati Uniti l'8 marzo 1975 (Redneck)
- in Francia il 1º febbraio 1978 (Le salopard)
- in Finlandia il 14 aprile 2012 (Night Visions Film Festival)
- in Germania Ovest (Blutrausch e Dreckige Wölfe)
- in Brasile (Implacável Perseguição e Redneck - Implacável Perseguição)
- in Grecia (O ripsokindynos e Oi apagogeis ton poleon)

## Accoglienza

### Critica
Secondo il Morandini il regista Narizzano "dà prova di abilità soprattutto nello sviluppo delle situazioni e nelle scene d'azione".